# Digitális képfeldolgozás
A számítástechnikában a digitális képfeldolgozás a számítógépes algoritmusok használatával való digitális képeken történő képfeldolgozást jelenti. A jelfeldolgozás (signal processing) egy speciális változata, mely sok előnnyel rendelkezik az analóg képfeldolgozással szemben. Algoritmusok sokkal nagyobb variációját lehet alkalmazni az adott adathalmazon, így ki lehet küszöbölni több hibát, mint pl. a zaj és a jeltorzulás a feldolgozás közben.

## Története
A digitális képfeldolgozás története a számítógépek fejlődéséhez igazodott. Az első képfeldolgozáshoz elegendő teljesítménnyel rendelkező számítógép az 1960-as években jött létre (az űrprogramok idején) a kaliforniai Jet Propulsion Laboratory-ban. 1964-ben már használtak ehhez hasonló technológiát az űrből érkező képek számítógéppel való feldolgozásakor.
Később már szélesebb körben terjedt el, az orvoslásban, a Föld megfigyelésében és a csillagászatban. A számítógépes tomográfia (Computerized Tomography, CT) az egyik legfontosabb eredménye a képfeldolgozásnak.
A gyors számítógépek megjelenésével és a jelprocesszorok használatával a 2000-es években a digitális képfeldolgozás lett a képfeldolgozás leggyakrabban használt módja, nem csak mert a legsokoldalúbb, de a legolcsóbb is.

## Feladatai
A képfeldolgozás célja lehet:
- a kép átalakítása azért, hogy valamilyen célnak jobban megfeleljen
- a képminőség javítása
- alakfelismerés
- képek tárolása, visszakeresése, továbbítása, stb.

A digitális képfeldolgozás alkalmazási területei:
- Orvoslásban tomográfok (CT), mágneses rezonanciaműszerek (MRI)
- Mérnökök által vezérelt robotoknál, a számítógépes látás felhasználásával
- Biztonságtechnikában ujjlenyomatok egyediségének megállapítására
- Biológiában mikroszkopikus vizsgálatok végzésekor
- Erdészetben faállomány leltár
- Csillagászatban objektumok azonosítása
- Hadászatban célkövetés
- Régészetben lelőhely kutatás
- Fotogrammetriában mérőképek készítése és feldolgozása

## Folyamata
A digitalizálás általában 2 lépcsőből áll, a mintavételezésből és kvantálásból.

### Mintavételezés
A digitalizálás első lépése az analóg kép felbontása képpontokra. Ez úgy történik, hogy a képsík meghatározott pontjaiban mintákat veszünk a képjelből. Ezek a minták elvileg a folytonos kép valamilyen mérhető tulajdonságát reprezentálják, legtöbbször a kép világosságát vagy színét az adott pontban. Más szóval a mintavételezés tulajdonképpen egy mérés, s mint minden mérés, valamilyen bizonytalansággal, mérési hibával jár. Nagyon fontos, hogy a mérési hibák mérhetőek legyenek, így értékelni lehessen a mintavételezés jóságát.

### Kvantálás
A digitalizálási folyamat második lépésében az A/D átalakító összehasonlítja az egyes képpontokhoz tartozó függvényértéket a lehetséges kimeneti szintjeivel. A folyamatot kvantálásnak nevezzük. Eredményként annak a kimenő szintnek a kódját kapjuk, amelyikhez a vizsgált függvényérték a legközelebb esik. Így minden ponthoz egy, a világosságtól függő kódszám fog tartozni, amelyet világosságkódnak nevezünk és q-val jelölünk. Ezzel létrehoztuk a digitális képet. Színes képek esetében a digitális színkód 3 függvényérték egyidejű kvantálásával áll elő. A világosságkód nem-negatív egész szám és értéke a gyakorlatban 0 <= q <= 255 intervallumba esik. A lehetséges világosságkódok halmazára a {Q}, az értékkészletére I255 jelölést használjuk.